# Hapax legomenon
Hapax legomenon (eller hapax eireménon; af græsk ἅπαξ hápax 'en gang' og λεγόμενον legómenon) betyder "kun én gang sagt", det vil sige at den pågældende vending kun forekommer en enkelt gang i den undersøgte tekst eller tekstkorpus. Benævnelsen anvendes i kvantitativ lingvistik og især inden for bibelsk eksegese, græsk og romersk litteratur.
Ved to eller tre forekomster kan man tale om dis legomenon og tris legomenon.